# Palau Crețulescu
El palau Crețulescu (Palatul Crețulescu en romanès, i sovint amb la grafia alternativa "Kretzulescu" o "Krețulescu") és un edifici històric a prop dels jardins Cișmigiu, al carrer Știrbei Vodă, 39, a Bucarest (Romania). El va construir l’arquitecte romanès Petre Antonescu (1873–1965) per a la família Crețulescu entre el 1902 i el 1904.
El palau es va construir per a Elena Kretzulescu (1857–1930), filla de Constantin Kretzulescu (1798–1863) i Maria Filipescu (1835–1878). Mentre estava fora de París, Barbu Bellu va viure molts anys en aquesta casa.
De 1972 a 2011, el palau Creţulescu allotjava la seu de la UNESCO Centre Europeu per a l'Educació Superior (conegut com UNESCO-CEPES per les sigles en francès, Centre Europeén pour l'enseignement supérieur).